# Canadas vovehals
Canadas vovehals er en amerikansk stumfilm fra 1918 af Lynn Reynolds.

## Medvirkende
- Tom Mix som Jean Rivard
- Lloyd Perl
- Lewis Sargent
- Kathleen O'Connor som Aneette Dupre
- Virginia Lee Corbin